# Havre (film)
Pour les articles homonymes, voir Havre (homonymie).
Ne doit pas être confondu avec Le Havre (film).
Pour plus de détails, voir Fiche technique et Distribution.
Havre est un film français réalisé par Juliet Berto et sorti en 1986.

## Fiche technique
- Titre : Havre
- Réalisation : Juliet Berto
- Scénario : Juliet Berto et Elisabeth D.
- Costumier : Christian Gasc
- Photographie :  William Lubtchansky
- Son : Jean-Bernard Thomasson
- Musique : Yasuaki Schimizu
- Montage : Nicole Lubtchansky
- Sociétés de production : FR3 Cinéma - Les Films du Plain-Chant - Unité Cinéma de Normandie
- Distribution : Philippe Diaz et Dominique Païni
- Tournage : du 5 août au 20 septembre 1985[1]
- Pays de production :  France
- Durée : 90 minutes
- Date de sortie : France - 4 juin 1986

## Distribution
- Alain Maneval
- Frédérique Jamet
- Joris Ivens
- Michel B. Dupérial
- Renaud Isaac Grimoeur
- Fabrice Le Floch
- Lino Khriss
- Alain Lathière
- Tony Gatlif